# Toxoderella fortnumi
Toxoderella fortnumi är en bönsyrseart som beskrevs av John Obadiah Westwood 1889. Toxoderella fortnumi ingår i släktet Toxoderella och familjen Toxoderidae. Inga underarter finns listade i Catalogue of Life.